# Ferdinand Zecca
Ferdinand Zecca (ur. 19 lutego 1864 na Korsyce, zm. 23 marca 1947 w Saint-Mandé) – francuski reżyser, producent, scenarzysta i aktor filmowy. Jeden z pionierów kina. Związany był przede wszystkim z wytwórnią Pathé Frères, dla której zrealizował setki filmów i wyszkolił wielu filmowców. W swojej karierze współpracował m.in. z takimi twórcami jak Alice Guy-Blaché, Lucien Noguet, Henri Andréani czy Segundo de Chomón.

## Życiorys
Zecca urodził się na Korsyce w 1864 roku. Niedługo potem jego rodzina przeprowadziła się do Paryża. Jego ojciec był związany z paryskimi teatrami: najpierw pracował w Théâtre Funambule, a następnie został inspicjentem komediowego Théâtre de l’Ambigu-Comique. Zecca z początku również związał się z teatrem – najpierw jako aktor, a następnie (idąc w ślady ojca) jako inspicjent. Pracował w tzw. café-concerts – kawiarnio-teatrach prezentujących widowni programy variété, na które składały się również prezentacje kinematografu.

### Początki działalności kinowej
Miał styczność z kinem od początku istnienia tego medium – jego siostra była operatorką projektora u braci Pathé. Angażował się w drobne prace związane z filmem i fonografią: brał udział w nagraniach fonograficznych, kilka razy wystąpił jako aktor. W 1898 roku został nawet na pewien czas zatrudniony przez Alice Guy przy realizacji filmów w wytwórni Gaumont. W tym czasie nakręcił swój pierwszy film: Les Méfaits d’une tête de veau.

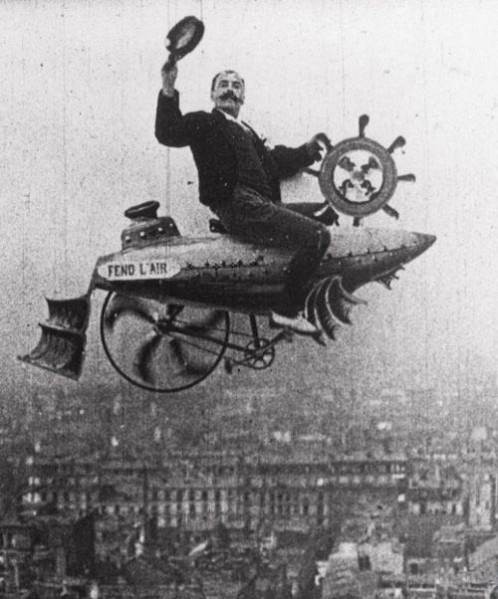
Zecca występuje we własnej osobie w filmie À la conquête de l’air (1901)

Przełom w życiorysie Zekki nastąpił w momencie, gdy zrealizował krótki film Le Muet mélomane (1900), w którym obraz został zsynchronizowany z dźwiękiem fonografu. Pomysł spodobał się Charles’owi Pathé, co skłoniło go do przyjęcia Zekki do pracy przy produkcji filmów. Zecca kierował stoiskiem firmy Pathé podczas wystawy światowej w Paryżu w 1900 roku. W pracy przy filmie początkowo zajmował się głównie schematycznym kopiowaniem cudzych realizacji – w filmach Ce que l’on voit de mon sixième (1901) oraz Par la trou de la serrure (1901) naśladował angielskie komedie Szkoły z Brighton, zaś w filmie Les Sept châteaux du diable (1901) kopiował styl Georges’a Mélièsa. Zdaniem badaczy kina, z początkowego okresu jego twórczości na wyróżnienie zasługuje efektowny film trikowy À la conquête de l’air (1901), przedstawiający lot osobliwą maszyną nad dachami Paryża.

### Realizacja filmów dla Pathé
Do najbardziej znanych filmów Zekki można zaliczyć utrzymane w realistycznym tonie melodramaty: Historia pewnej zbrodni (1901) oraz Ofiary alkoholizmu (1902). W dziejach filmu zapisały się one jako jedne z pierwszych prób opowiedzenia złożonej historii za pomocą środków filmowych. Za jedno z wybitnych dzieł wczesnego kina uchodzi jego czteroczęściowy film biblijny Żywot i męka naszego Pana Jezusa Chrystusa (1907), współreżyserowany przez Luciena Nongueta, ze zdjęciami Segundo de Chomóna. Była to ponowna realizacja wcześniejszego filmu Zekki Żywot i męka Jezusa Chrystusa (1903), niemal równie wystawnego. Film składał się z 38 jednoujęciowych scen (tableaux). Istniało wiele wersji filmu o różnym metrażu, dzięki czemu właściciele kin mogli wypożyczyć te kopie, które odpowiadały im ceną bądź czasem projekcji. Obok melodramatów i filmów biblijnych, Zecca realizował wiele innych typowych dla wczesnego kina gatunków, m.in. tzw. aktualności (będące kronikami filmowymi bądź fabularyzowanymi inscenizacjami bieżących wydarzeń), rekonstrukcje historyczne, komedie, baśnie, a także adaptacje literatury.
W 1903 roku Zecca zerwał na pewien czas współpracę z Pathé i ponownie dołączył do ekipy wytwórni Gaumont. Epizod ten trwał jednak zaledwie kilka miesięcy – Zecca w tym czasie kręcił przeważnie filmy trikowe. W 1904 roku powrócił do Pathé w momencie reorganizacji starego studia filmowego w Vincennes i otwarcia nowego studia w Montreuil. Zecca kierował coraz większą częścią produkcji filmowej Pathé, a w latach 1906–1907 nadzorował wszystkie realizacje jako kierownik studia w Vincennes.

### Kierowanie produkcją Pathé

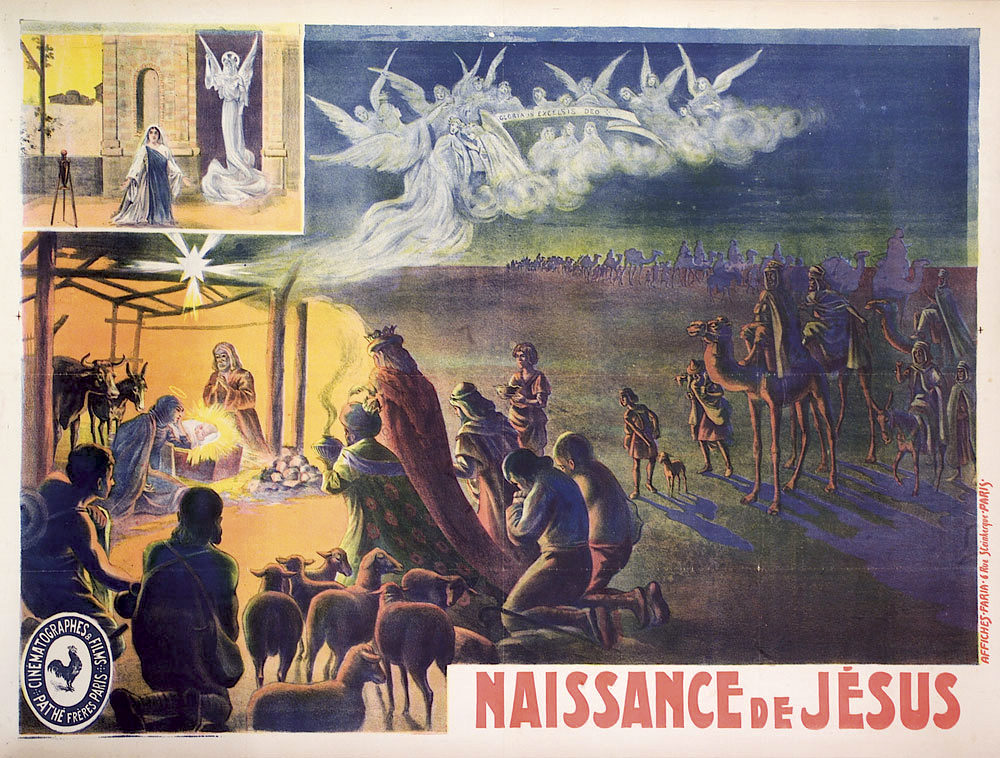
Plakat reklamujący film Żywot i męka naszego Pana Jezusa Chrystusa (1907)

Kierując produkcją Pathé Zecca nadzorował pracę scenarzystów, mógł oceniać scenariusze i je akceptować bądź odrzucać wedle uznania, określać metraż oraz budżety filmów, ustalać okresy zdjęciowe, a nawet ustalać reguły dotyczące pracy operatorów. Zajmował się też zatrudnianiem personelu artystycznego – aktorów, reżyserów, scenografów. Niemal cały czas był obecny na planie zdjęciowym i dbał o realizację filmów zgodnie z ustaloną koncepcją. Od tego momentu już tylko sporadycznie angażował się osobiście w reżyserię.
Od 1915 roku Zecca praktycznie nie realizował już filmów. Jako prawa ręka Charles’a Pathé swoją uwagę poświęcił niemal całkowicie sprawom biznesowym firmy, podróżując w jej imieniu po Europie i Stanach Zjednoczonych. W 1923 roku wrócił do Francji, gdzie pokierował produkcją Pathé-Baby – serii niedużych kamer i projektorów przeznaczonych do użytku domowego.

## Filmografia

### Jako reżyser
- 1899: Les Mésaventures d'un muet mélomane (Le Muet mélomane)
- 1899: Les Méfaits d'une tête de veau
- 1901: Une tempête dans une chambre à coucher
- 1901: Une idylle sous un tunnel
- 1901: Un duel abracadabrant
- 1901: Un drame au fond de la mer
- 1901: La Soupière merveilleuse
- 1901: Les Sept Châteaux du diable
- 1901: Rêve et Réalité
- 1901: Plongeur fantastique
- 1901: Par le trou de serrure
- 1901: La Mégère récalcitrante
- 1901: Le Mauvais Riche
- 1901: La Loupe de grand-maman
- 1901: L'Illusionniste mondain
- 1901: Historia pewnej zbrodni
- 1901: L’Enfant Prodigue
- 1901: Comment on met son couvert
- 1901: Comment Fabien devient architecte
- 1901: Scènes vues de mon balcon (Ce que je vois de mon sixième)
- 1901: À la conquête de l’air
- 1901: L'Agent plongeur
- 1901: Une discussion politique
- 1901: Quo Vadis?
- 1902: Ofiary alkoholizmu
- 1902: Une séance de cinématographe
- 1902: La Fée des roches noires
- 1902: Le Conférencier distrait
- 1902: Chez le photographe
- 1902: La Catastrophe de la Martinique
- 1902: La Belle au bois dormant (współreżyser: Lucien Nonguet)
- 1902: Baignade impossible
- 1902: L'Assommoir
- 1902: Sprawa Dreyfusa
- 1902: La Poule merveilleuse
- 1902: Ali Baba et les quarante voleurs
- 1902: L'Assassinat du duc de Guise
- 1903: Samson et Dalila
- 1903: Repas infernal
- 1903: La Soubrette ingénieuse
- 1903: Le Chien et la Pipe
- 1903: Le Premier Cigare du collégien
- 1903: Le Démon du jeu ou la Vie d'un joueur (La Vie d'un joueur)
- 1903: Les Aventures de Don Quichotte (Don Quichotte) (współreżyser: Lucien Nonguet)
- 1903: Le Chat botté (coréalisation de Lucien Nonguet)
- 1903: Żywot i męka Jezusa Chrystusa (współreżyser: Lucien Nonguet)
- 1904: The Wrong Door
- 1904: Le Portrait
- 1904: Les Petits Coupeurs de bois vert
- 1904: Le Pêcheur de perles
- 1904: Annie's Love Story
- 1904: La Grève
- 1905: La Passion de Notre-Seigneur Jésus Christ
- 1905: Un drame à Venise
- 1905: L'Amant de la lune (Rêve à la lune) (współreżyser: Gaston Velle)
- 1905: Le Remords
- 1905: La Course aux tonneaux
- 1905: Automobile et Cul-de-jatte
- 1905: Au pays noir
- 1905: Au bagne
- 1905: L'alcool engendre la tuberculose
- 1905: L'Incendiaire
- 1905: Dix femmes pour un mari (współreżyseria: Georges Hatot i Lucien Nonguet)
- 1905: L'Honneur d'un père
- 1905: Vendetta
- 1905: Les Apaches de Paris
- 1905: Brigandage moderne
- 1907: Le Spectre rouge (współreżyser: Segundo de Chomón)
- 1907: Le Poil à gratter
- 1907: Métempsycose
- 1907: L’Homme Protée
- 1907: La Course des sergents de ville
- 1908: Samson (współreżyser: Henri Andréani)
- 1908: Le Rêve d’agent
- 1908: L'Affaire Dreyfus
- 1909: Le Caprice du vainqueur
- 1910: La Tragique Aventure de Robert le Taciturne, duc d'Aquitaine
- 1910: Slippery Jim
- 1910: Cléopâtre (współreżyser: Henri Andréani)
- 1910: 1812 (współreżyser: Camille de Morlhon)

### Współreżyserowane z René Leprince’em
- 1912: La Fièvre de l'or
- 1913: Le Roi de l’air
- 1913: La Leçon du gouffre
- 1913: La Comtesse noire
- 1913: Cœur de femme
- 1913: Plus fort que la haine
- 1914: La Danse héroïque
- 1914: La Lutte pour la vie
- 1914: La Jolie Bretonne
- 1914: L’Étoile du génie
- 1915: Le Vieux Cabotin
- 1915: Le Noël d'un vagabond
- 1919: Les Larmes du pardon
- 1919: Le Calvaire d'une reine

### Jako producent
- 1901: Scènes vues de mon balcon (Ce que je vois de mon sixième)
- 1901: À la conquête de l’air
- 1903: Le Démon du jeu ou La vie d'un joueur (La Vie d'un joueur)
- 1906: Pauvre Mère
- 1906: La Grève des bonnes
- 1907: Cendrillon, ou la Pantoufle merveilleuse (Cendrillon), reż. Albert Capellani
- 1907: Les Débuts d'un patineur
- 1908: Don Juan
- 1912: Boireau, roi de la boxe
- 1913: Les Incohérences de Boireau
- 1913: Boireau empoisonneur
- 1913: Boireau spadassin

### Jako aktor
- 1899: Les Mésaventures d'une tête mélomane (Le Muet mélomane)
- 1901: Une idylle sous un tunnel
- 1901: Historia pewnej zbrodni
- 1901: Comment on met son couvert
- 1901: À la conquête de l’air
- 1902: Une séance de cinématographe
- 1902: Chez le photographe
- 1902: La Poule merveilleuse
- 1905: L'Amant de la lune (Rêve à la lune): Le pochard
- 1905: Automobile et cul-de-jatte
- 1905: Créations renversantes
- 1912: Rigadin aux Balkans

### Jako scenarzysta
- 1901: Historia pewnej zbrodni
- 1902: Ofiary alkoholizmu
- 1903: Le Démon du jeu ou La vie d'un joueur (La Vie d'un joueur)
- 1905: L'Amant de la lune (Rêve à la lune)
- 1906: Le Théâtre de Bob
- 1910: La Tragique aventure de Robert le Taciturne, duc d'Aquitaine
- 1915: Le Malheur qui passe